# Survivor Series 2010
Survivor Series 2010 was een pay-per-viewevenement in het professioneel worstelen dat geproduceerd werd door de World Wrestling Entertainment (WWE). Dit evenement was de vierentwintigste editie van Survivor Series en vond plaats in de American Airlines Arena in Miami op 21 november 2010.

## Wedstrijden
| Nr.                                                                          | Match | Winnaar(s)             |
| ---------------------------------------------------------------------------- | --- | ---------------------- |
| -                                                                            | Zack Ryder vs. R-Truth (met Eve Torres) in een een-op-eenmatch | R-Truth                |
| 1                                                                            | Daniel Bryan (c) vs. Ted DiBiase in een een-op-eenmatch voor het WWE United States Championship | Daniel Bryan (c)       |
| 2                                                                            | John Morrison vs. Sheamus in een een-op-eenmatch | John Morisson          |
| 3                                                                            | Dolph Ziggler (c) vs. Kaval in een een-op-eenmatch voor het WWE Intercontinental Championship | Dolph Ziggler (c)      |
| 4                                                                            | Team Rey Mysterio (met Kofi Kingston, Chris Masters, Big Show en M.V.P.) vs. Team Alberto Del Rio (met Tyler Reks, Drew McIntyre, Jack Swagger en Cody Rhodes) in een 5-op-5 Survivor Series elimination tag team match | Team Rey Mysterio      |
| 5                                                                            | Team Lay-Cool (c) vs. Natalya in een Handicap match voor het het WWE Divas Championship | Natalya (nc)           |
| 6                                                                            | Kane (c) vs. Edge in een een-op-eenmatch voor het WWE World Heavyweight Championship | Geen winnaar; Kane (c) |
| 7                                                                            | The Nexus (Justin Gabriel en Heath Slater) (c) vs. Santino Marella en Vladimir Kozlov in een tag team match voor het WWE Tag Team Championship                                                                          | The Nexus (c)          |
| 8                                                                            | Randy Orton (c) vs. Wade Barrett1 in een een-op-eenmatch voor het WWE Championship met John Cena als special guest referee                                                                                              | Randy Orton (c)        |
| (c) huidige kampioen voor en na de match \| (nc) nieuwe kampioen na de match | |                        |

1Als Barrett de wedstrijd won, mag Cena The Nexus verlaten, maar als Barrett verloor, zou John Cena ontslagen worden en vervolgens de WWE verlaten.